# La Tinaja, Jungapeo
La Tinaja är en ort i Mexiko.   Den ligger i kommunen Jungapeo och delstaten Michoacán de Ocampo, i den södra delen av landet, 140 km väster om huvudstaden Mexico City. La Tinaja ligger 1 476 meter över havet och antalet invånare är 563.
Terrängen runt La Tinaja är huvudsakligen lite bergig. La Tinaja ligger nere i en dal som går i nord-sydlig riktning. Runt La Tinaja är det ganska tätbefolkat, med 139 invånare per kvadratkilometer. Närmaste större samhälle är Heróica Zitácuaro, 14,3 km öster om La Tinaja. I omgivningarna runt La Tinaja växer huvudsakligen savannskog.